# Rumilly-en-Cambrésis Communal Cemetery Extension
Le cimetière «  Rumilly-en-Cambrésis Communal Cemetery Extension  » est un cimetière militaire  de la Première Guerre mondiale situé sur le territoire de la commune de Rumilly-en-Cambrésis, Nord. 

## Localisation
Ce cimetière est situé à l'est du village, au fond du cimetière communal rue de l'Égalité.

## Historique
Occupé dès la fin août 1914 par les troupes allemandes, le village de Rumilly est resté loin du front jusqu'au 1er octobre 1918, date à laquelle  les positions allemandes qui défendaient la ville ont été attaquées par les troupes britanniques. Les combats ont duré plusieurs jours, jusqu'à la prise finale du village le 8 octobre. Ce cimetière a été créé à cette date. 

## Caractéristique
Le cimetière contient 81 sépultures de soldats  de la Première Guerre mondiale dont 58 sont tombés le 8 octobre 1918.

## Sépultures
| Pays             | Sépultures |
| ---------------- | ---------- |
| Royaume-Uni      | 80         |
| Nouvelle-Zélande | 1          |
| Total            | 81         |

### Liens Externes
http://www.inmemories.com/Cemeteries/rumillycambresis.htm